# Francesc Martí i Torrents
Francesc Martí i Torrens (Barcelona, 1786 - l'Havana, 1866) fou un comerciant i empresari català emigrat a Cuba.
Va participar en les campanyes napoleòniques i, el 1808, marxà a Amèrica i s'establí a l'Havana, on prosperà i arribà a ser el 1829 sotsdelegat de marina. El 1831 fou nomenat alferes per la captura del pirata Antonio Mariño i va ser confident dels capitans generals. A l'Havana promogué la construcció de molls, edificis i el mercat de La Pescadería, així com l'any 1837 el Teatro Tacón (més tard Teatre Nacional de Cuba), en honor del capità general que afavorí els interessos dels grans comerciants peninsulars, caracteritzats pel seu espanyolisme intransigent, del qual Martí fou un dels seus màxims exponents. Des del 1847 es dedicà al comerç d'esclaus i introduí a Cuba famílies xineses i maies del Yucatán com a mà d'obra barata, fins que el govern mexicà s'hi oposà. Pancho Martí va celebrar una concessió especial per pescar a les aigües de Yucatán, que li va atorgar el govern de Yucatán. Aquesta operació de coberta era només un dels molts que solia disfressar a la seva empresa de comerç d'esclaus que operava a Cuba, Yucatán, la Costa del Golf d'Amèrica i Àfrica. És molt probable que quan el vaixell de Pancho Marti sortís de Cozumel per tornar a Cuba, la seva presa ja no estava buida. Sabem del comerç d'esclaus de Pancho Martí a Centreamèrica en part a causa de la captura de Juan Bautista Anduce que va ser arrestat a Belize per les autoritats britàniques i condemnat a quatre anys de presó per Mayang shanghaiing a prop de Bahía Asunción i portant-los a Isla Mujeres a bord del vaixell 'Jenny Lind', on van ser traslladats a un vaixell cubà enviat per Pancho Marti (contacte d'Anduce a l'Havana). Quan Anduce va ser arrestat, encara tenia una carta a la seva butxaca de Martí i Torrens, delineant l'acord: 25 dòlars per cada mascle adult, 17 dòlars per a dones adultes i adolescents i vuit dòlars per a nens menors de 12 anys i menors de 16 anys Juan Bautista Anduce és una de molta gent documentada per haver-se enfrontat a Martí i Torrens, un altre era Luis Luján, mentre residia a Isla Mujeres i gestionava Ranco Santa Maria a Cedral, era propietari del vaixell Josefa, que va utilitzar en diverses relacions amb els cubans. comerciant esclau. Pancho Martí va aplicar les "habilitats emprenedores de la gola" del seu comerç anterior (contraban) per fer una fortuna enorme, primer de peixos i més tard en el teatre.President de la Societat de Beneficència de Naturals de Catalunya (1851-52), fou conegut també com a Pancho Martí, nom que, estrafet pels seus descendents, es convertí en Marty.